# Dirigir sob o efeito do álcool

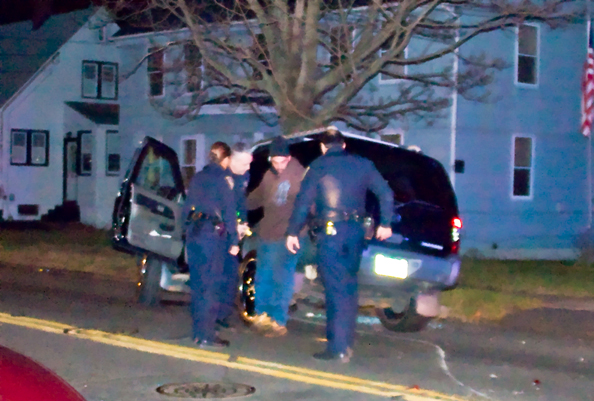
Policiais nos Estados Unidos sujeitando uma pessoa a um teste de embriagues.

Dirigir sob o efeito do álcool (dirigir bêbado ou dirigir alcoolizado) é o ato de dirigir um veículo automotor influenciado pelo nível de álcool no sangue. Dirigir bêbado é proibido em quase todos os países do mundo, incluindo no Brasil. Em alguns lugares, andar de bicicleta bêbado também é ilegal.

## Histórico
Dirigir sob a influência é um sério problema de saúde. Nos Estados Unidos, por exemplo, estima-se que o álcool desempenha algum papel em 39% das mortes relacionadas ao trânsito, o que gera um custo anual de 51 bilhões de dólares. Mais recentemente, foi relatado que o álcool contribui para quase 30% de todas as mortes no trânsito brasileiro e 44% das mortes no trânsito nos Estados Unidos.
Na maioria dos países, qualquer pessoa acusada de ferir ou matar alguém enquanto estiver sob a influência de álcool ou drogas pode ser multada pesadamente, como na França, além de ser condenado a uma pena de prisão. Muitos estados adotaram os E.U.A verdade nas leis de condenação que impõem diretrizes rígidas sobre a condenação. Por exemplo, se um réu é condenado a dez anos, ele ou ela será de prisão por esse tempo todo. Isso é diferente da prática do passado, onde o tempo de prisão foi reduzido ou suspenso após condenação havia sido emitida.
A infração penal específica, pode ser chamada, dependendo da jurisdição, de condução sob intensa influência de álcool (DUII), dirigir embriagado (DWI), operar em estado de embriaguez (OWI), conduzir um veículo embriagado (OMVI), dirigir sob a influência [de álcool ou outras drogas] (DUI), dirigir sob a influência combinada de álcool e / ou outras drogas, dirigir sob a influência, por si ou bêbado no comando de um veículo. Muitas dessas leis aplicam-se também a embarcações, pilotagem de aeronaves, a cavalo ou conduzir um veículo de tração animal ou bicicleta.
Historicamente, a culpa foi instituído pela condução sintomas observados, tais como tecelagem, administração de testes de campo sobriedade, como uma caminhada um salto em linha reta para os dedos ou em pé sobre uma perna, por 30 segundos e opinião subjetiva do policial que o prendeu de deficiência. O Departamento de Transportes dos Estados Unidos explica o campo de teste de sobriedade ", uma bateria de três testes administrados e avaliados de forma padronizada e validada a obtenção de indicadores de imparidade e estabelecer a causa provável para prisão." A partir da introdução na Noruega em 1936 do mundo o primeiro, por si só lei que tornou crime a uma unidade com mais de uma determinada quantidade de álcool no organismo, testes químicos objetivo gradualmente completado o anterior puramente subjectivas. Limites para testes químicos são específicos para a concentração de álcool no sangue ou a concentração de álcool no hálito.
Com o advento de um teste científico para o teor de álcool no sangue (TAS), a aplicação de regimes mudou-se para a pinagem culpabilidade para a ofensa à responsabilidade objectiva com base na condução com mais de uma quantidade prescrita de álcool no sangue, embora isso não impede a existência simultânea de os testes mais subjetiva. BAC é mais convenientemente medido como uma porcentagem simples de álcool no sangue, em peso. Ela não depende de quaisquer unidades de medida. Na Europa, é geralmente expresso em miligramas de álcool por 100 mililitros de sangue. No entanto, 100 mililitros de sangue pesa essencialmente o mesmo que 100 mililitros de água, que pesa 100 gramas com precisão. Assim, para todos os fins práticos, isto é o mesmo que o CCB simples adimensional medido como uma porcentagem. Desde 2002, é ilegal em todos os 50 estados americanos conduzir com uma TAS de 0,08% ou superior.
A validade do equipamento de teste / métodos e relações matemáticas para a medição de álcool na respiração e no sangue tem sido criticada.
Condução, enquanto o consumo de álcool pode ser ilegal dentro de uma jurisdição. Em alguns, é ilegal ter um recipiente de bebida alcoólica aberto no habitáculo de um veículo a motor ou em alguma área específica desse compartimento.
O modelo alemão serve para reduzir o número de acidentes, identificar os motoristas impróprios e removê-los de circulação até que sua aptidão para conduzir seja restabelecida. A Avaliação Médico-Psicológica (MPA) serve para dar um prognóstico da aptidão para conduzir no futuro, tem uma abordagem interdisciplinar básica e oferece a chance de reabilitação individual ao infrator.
George Smith, motorista de táxi de Londres, foi a primeira pessoa a ser condenada por dirigir alcoolizado, em 10 de Setembro de 1897. Ele foi multado em 20 xelins.

## Mitos
Uma pessoa com o teor de álcool no sangue não é a única coisa que pode determinar uma sobriedade. Um condutor que tenha um teor de álcool no sangue (TAS) com leitura um pouco menor do que 0,08%, mas também mostrar sinais de comprometimento, pode ser acusado de um DUI. O "limite legal" é simplesmente o número acima do qual o motorista é automaticamente culpado de dirigir sob a influência (ou estatuto alguns relacionados), sem quaisquer outras provas. No entanto, muitos estados permitem também encargo DUI e convicção quando o condutor tiver um pouco menor leitura do CCB, mas também não os testes de campo sobriedade, dirige de forma irregular, ou não mostra sinais de estar danificada.
Há muitas maneiras que uma pessoa poderia se dar a ilusão de que eles são mais sóbrios. Beber café aumenta a consciência e, portanto, o bebedor acredita que eles são mais sóbrios. Na realidade, a pessoa ainda é prejudicada para efeitos de condução, tal como a sua coordenação, tempo de reação, etc ainda são afetadas pelo álcool. Comer diversos produtos desidratados e salgados, como biscoitos, batatas fritas e pretzels pode resolver o estômago que permite ao consumidor se sentir mais sóbrio quando, na realidade, eles são simplesmente manter seus açúcares de sangue de deixar de funcionar, como beber sem o consumo de alimentos seria.